# 즈가리야 (선지자)

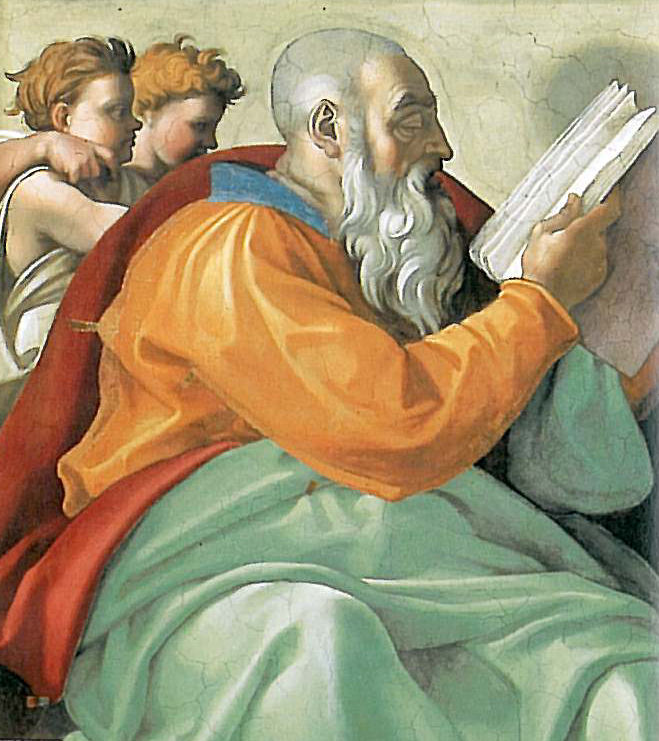

즈가리야 또는 스가랴는 전통적으로 소예언서의 11번째 책인 즈가리야서의 저자로 간주되는 히브리어 성경의 인물이다.

## 예언자
즈가리야서(스가랴서)는 그를 잇도의 손자 베레갸의 아들로 소개한다. 에스라서는 스가랴를 잇도의 아들로 지명하지만, 베레갸는 스가랴의 아버지이고 잇도는 그의 할아버지였을 가능성이 높다. 그의 예언 경력은 아케메네스 제국의 왕 다리우스 대왕 2년(기원전 520년)에 시작되었을 것으로 추정한다. 그의 최대 관심사는 두 번째 성전 건축에 있었던 것으로 보인다.

## 같이 보기
- 사가랴 (신약성경의 인물)